# Riválisok (televíziós sorozat, 2004)
A Riválisok (Rivals) öt részes, 2004-ben bemutatott angol ismeretterjesztő tévéfilmsorozat.
Az élet különböző területén, a zene, a film, az autósport világában, a magánéletben vetélkedő világhírűvé vált vetélytársak érdekes, néha tragikus történetei.

## Epizódok
- 1. Camilla versus Diana[1] (Princess Diana v Camilla Parker-Bowles)

Károly herceg barátnője, Camilla Parker-Bowles és felesége, a nép által agyonrajongott „Lady Di” rivalizálásának tragédiával végződött története.
- 2. Jackie Kennedy versus Marilyn Monroe[2] (Monroe v Jackie)

A Kennedy elnök futó hűtlenkedései mellett Marilyn Monroeval folytatott szerelmi viszonya kapcsán valóságos szerelmi háromszög alakult ki. Így Jackie Kennedy és a fénylő hollywoodi csillag valódi riválisokká váltak. Egyesek szerint ez a megoldhatatlan szerelmi viszony vezetett végül Marilyn halálához.
- 3. Lennon versus McCartney[3] (Lennon v McCartney)

Sokak szerint John Lennon és Paul McCartney vetélkedése vezetett végül a Beatles feloszlásához. Az tény, hogy mindketten nagyon tehetséges és elképzeléseikhez végletekig ragaszkodó zenészek voltak.
- 4. Prost versus Senna (Alain Prost v Ayrton Senna)

Alain Prost és Ayrton Senna csapattársak voltak a McLarennél, de szüntelenül rivalizáltak váltakozó eredménnyel. Emiatt személyes viszonyuk is egyre inkább elmérgesedett. Ám amikor Prost 1993 végén visszavonul, utolsó versenyén a dobogón látványosan kibékült Sennával, aki fél évvel később halálos balesetet szenvedett a San Marinó-i nagydíjon.
- 5. Stallone versus Schwarzenegger[4] (Schwarzenegger vs Stallone)

Az akciófilmek két sztárja, Sylvester Stallone és Arnold Schwarzenegger évtizedeken keresztül vetélkedtek a filmvásznon a nézők kegyeiért. De rajongóik őrömére több filmben együtt is szerepelt. Stallone néhány filmjében megeresztett egy-egy tréfás megjegyzést vetélytársa rovására de ezeket Schwarzenegger nem viszonozta. Legalábbis nem a filmvásznon.

## Hasonló
- Lauda és Hunt – Egy legendás párbaj (Hunt vs Lauda: F1's Greatest Racing Rivals, angol dokumentumfilm, 2013, rendezte: Matthew Whiteman)
- Hollywoodi riválisok (Hollywood Rivals, 22 részes amerikai ismeretterjesztő tévéfilmsorozat, 2001)
- Híres párharcok[5] (Duels, francia ismeretterjesztő tévéfilmsorozat, 2014-2016)
- Szemtől szemben (Face to Face, francia ismeretterjesztő tévéfilmsorozat, 2014)
- Zsenik és riválisok (American Genius, amerikai dokumentumfilm sorozat, 2015)
- A világ legnagyobb ellenfelei (World's Greatest Head-to-Heads, angol ismeretterjesztő tévéfilmsorozat, 2017, rendezte: Kelly Cates) A sorozat az elmúlt évtizedek legjobb futball játékosait hasonlítja össze a jelenkor legjobbjaival.